# 1244 Deira
1244 Deira (1932 KE) là một tiểu hành tinh vành đai chính được phát hiện ngày 25 tháng 5 năm 1932 bởi Cyril V. Jackson ở Johannesburg (UO).